# Agent în adormire (film)
Agent în adormire (Ger. Schläfer) este un film artistic de spionaj austro-german regizat de Benjamin Heisenberg în 2005. Filmul a participat la Festivalul Internațional de Film de la Cannes, la secțiunea Un Certain Regard, în anul 2005.

## Sinopsis
Personajul central, Johannes, este nou venit în departamentul unei agenții de informații. Într-o zi i se încredințează misiunea de a întocmi un raport despre un coleg algerian presupus a fi un agent în adormire, acesta refuză misiunea, dar începe să aibă suspiciuni. Între cei doi se înfiripă o relație de prietenie, care se dezvoltă ulterior într-un  menaj à trois.

## Distribuția
- Bastian Trost - Johannes Mehrveldt
- Mehdi Nebbou - Farid Atabay
- Loretta Pflaum - Beate Werner
- Gundi Ellert - Dna Wasser
- Wolfgang Pregler - Profesorul Behringer
- Charlotte Eschmann - Bunica lui Johannes
- Ludwig Bang - Agent secret
- Masayuki Akiyoshi - Fei Li
- Marco Schuler - Robert Königsbauer
- Jürgen Geißendörfer - Markus
- Dominik Dudy - student LAN
- Andrea Faciu - Cântăreață
- Gordana Stevic - Dna Stevic
- Christine Böhm - Dna Schmid
- Anke Euler - Asistentă veterinar